# North Charleroi
Pour les articles homonymes, voir Charleroi (homonymie).
North Charleroi (Charleroi Nord) est une localité située dans le comté de Washington du Commonwealth de Pennsylvanie, aux États-Unis.
Son nom lui vient de la ville belge de Charleroi.